# Jean de Madre
Jean Pierre Marie Joseph de Madre, Conte de Loos (Meudon, 17 settembre 1862 – Parigi, 2 gennaio 1934) è stato un giocatore di polo francese.
Partecipò al torneo di polo della II Olimpiade di Parigi del 1900. La sua squadra, l'anglo-statunitense BLO Polo Club Rugby, vinse la medaglia d'argento.
De Madre fu anche proprietario dei Tigers Polo, un'importante squadra inglese che vinse numerosi tornei di polo nella prima metà del Novecento.

## Palmarès
| Anno | Manifestazione  | Sede   | Evento | Risultato |
| ---- | --------------- | ------ | ------ | --------- |
| 1900 | Giochi olimpici | Parigi | Polo   | Argento   |